# Lemnos
Lemnos (grekiska: Λήμνος, nygrekiskt uttal: Límnos) är en 476 km² stor ö i Egeiska havet i Grekland med ca 17 000 invånare (2001). Ön utgör sedan 2011 en egen regiondel i regionen Nordegeiska öarna, efter att tidigare ha tillhört prefekturen Lesbos. Huvudorten på ön heter Myrina.

## Geografi
Lemnos ligger i norra Egeiska havet, mitt emellan udden Athos i väst och Anatolien i öst. Ön är av vulkanisk natur och därför jordbävningsdrabbad. Den är bergig och skoglös men fruktbar, och här odlas bland annat vete, oliver och frukt. Bergsluttningarna är betesmarker för får. Huvudstaden Moudros ligger i en bukt på öns sydsida, och på västkusten ligger staden Myrina, med säte för en grekisk-ortodox metropolit. På ön finns också en grekisk militärbas.
På grund av sin vulkanism ansågs ön under forntiden helgad åt Hefaistos, som troddes ha sin boning i den numera utslocknade vulkanen Mosychlos på öns östra del.

## Historia
De äldsta invånarna på ön kallas av Homeros sinties (rövare). Efter dem kom minyer, enligt sagan härstammande från argonauterna, som under sin härfärd besökte Lemnos. Omkring år 500 f.Kr. lades ön under persiskt välde av Dareios I, men den erövrades år 510 f.Kr. av Miltiades d.y. och stod sedan under lång tid under Aten tills den togs i besittning först av makedonierna och därefter romarna. Under medeltiden tillhörde ön bysantinska riket. Den bytte därefter ofta ägare och kom 1204 under Republiken Venedig, 1261 under Lesbos (som tillhörde Genua) och 1449 åter under Venedig. Den tillhörde från 1478 osmanska riket, och blev grekisk 1913.